# Monedă romană

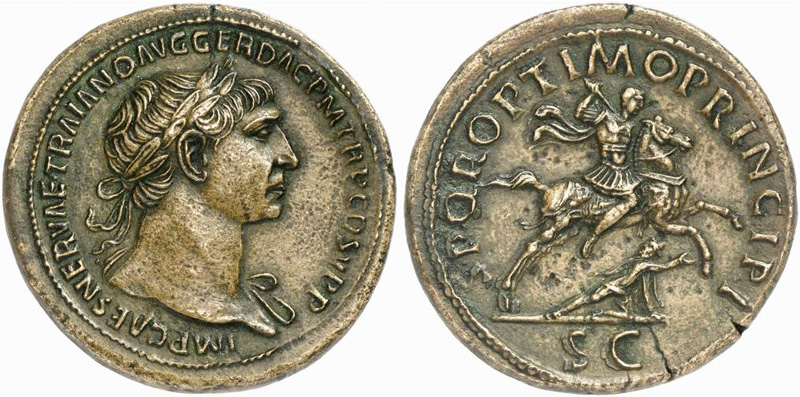
Arta portretului, una dintre caracteristicile fabricării monedelor romane din epoca clasică (sesterțiu emis sub Traian, la Roma, în anul 105, oricalc; avers: IMP CAES NERVAE TRAIANO AVG GER DAC P M TR P COS V P P Capul lui Traian laureat, spre dreapta, drapat ușor; revers: S[enatus] P[opulus]Q[ue] R[omanus] OPTIMO PRINCIPI; Traian, în armură, călare pe un cal în galop, spre dreapta, calcă în piciore un războinic dac, cu suliță, căzut la pământ. În exergă: S[enatus] C[onsulte])

Moneda romană este, dintre toate monedele antice, cea care a cunoscut cea mai îndelungată și mai mare expansiune geografică, devenind, pentru mai multe secole, moneda comună a lumii occidentale și mediteraneene. După începuturi fruste bazate pe bronz, imitând greutatea și metoda de batere a monedelor grecești, ea s-a constituit, la sfârșitul secolului al III-lea î.Hr., într-un sistem monetar fondat pe bimetalismul argint și bronz. La începutul Imperiului, sub Augustus se adaugă moneda de aur, creându-se un sistem cu trei metale, care rămâne stabil timp de aproape două secole și jumătate. Criza militară și economică din secolul al III-lea, precum și spirala inflaționistă care o însoțește, văd prăbușirea monedelor de argint și de bronz. În secolul al IV-lea, reforma lui Dioclețian, care încearcă să revalorizeze monedele de argint și de bronz, nu va reuși să oprească inflația, însă Constantin I reușește să creeze un sistem monetar dominat pe solidus, stabilizat la 4,5 grame de aur și fără paritate fixă față de celelalte monede care se devalorizau. Solidus-ul cunoaște, în continuare, o excepțională stabilitate în Imperiul Roman de Răsărit, iar din secolul al VI-lea, prin succesoarea sa nomisma, până în secolul al XI-lea.

## Descoperiri monetare romane și numismatica
Monedele romane sunt unul dintre martorii vieții economice antice cel mai bine cunoscut, în cvasitotalitatea manifestărilor sale.
Studiul fabricării monedelor romane datează de multe secole. Fiind obiecte a căror difuzare a fost abundentă și care sunt imputrescibile, monedele romane sunt descoperite în mod întâmplător de mult timp. Începând cu secolul al XVIII-lea, colecționarii erudiți au constituit cabinete de medalii, numite așa de la denumirea care li se dădea monedelor antice, în care ei își acumulau și clasau achizițiile. La rândul lor, muzeele naționale își formează și ele colecțiile. Fuzionarea diverselor inventare ale acestor colecții a permis stabilirea unor cataloage numismatice, din ce în ce mai complete, care repertoriază monedele după tipul și după motivul lor. O ilustrare a acestui proces ne este oferită, la sfârșitul secolului al XIX-lea de către Henry Cohen, autor al unui celebru catalog, care cuprindea mai multe zeci de mii de monede imperiale romane: în prefața lucrării, el își descrie studiul dedicat cataloagelor muzeelor din Torino, din Danemarca, de la Viena, ale colecțiilor Muzeului Britanic și cele ale Cabinetului de Medalii al Franței. Acest cabinet a fost îmbogățit prin dispozițiile testamentare ale unor colecționari amatori, precum a fost contele de Caylus, care a urmărit cu pasiune primele descoperiri arheologice de la Herculaneum și de la Pompeii, la începutul secolului al XVIII-lea.
Descoperirile din cursul secolului al XX-lea, cu tezaure monetare, uneori spectaculoase, cum a fost cea din 1929, cu tezaurul de la Marcianopolis (un lot de peste 80.000 de monede de argint a fost descoperit la Devnea, în Bulgaria), tezaurul de la Eauze, descoperit în anul 1985, în Franța (28.000 de piese de argint), tezaurul roman de la Trier, în Germania (1993, 2.500 de piese de aur), și lucrările britanice, au completat lucrările lui Cohen și au dus la crearea celebrului catalog în zece volume, Roman Imperial Coinage, încheiat în anul 1994. Tezaurul roman de la Frome, descoperit în 2010, în Anglia (52.000 de piese, în majoritate de bronz), completează lista descoperirilor.
A doua jumătate a secolului al XX-lea vede diversificându-se cercetările numismatice: multiplicarea șantierelor arheologice, folosirea detectoarelor de metale în timpul săpăturilor oficiale și, din nefericire, și clandestine, îmbogățesc masa descoperirilor. Studiul se lărgește cu domenii uneori neglijate, precum sunt numeroasele și diversele emisiuni monetare locale ori fabricarea monedelor din cupru. Informatica oferă puternice mijloace de inventariere, în timp ce tehnicile spectrografice permit o analiză fină a aliajelor.

## Moneda în Republica Romană

### Originile fabricării monedelor romane

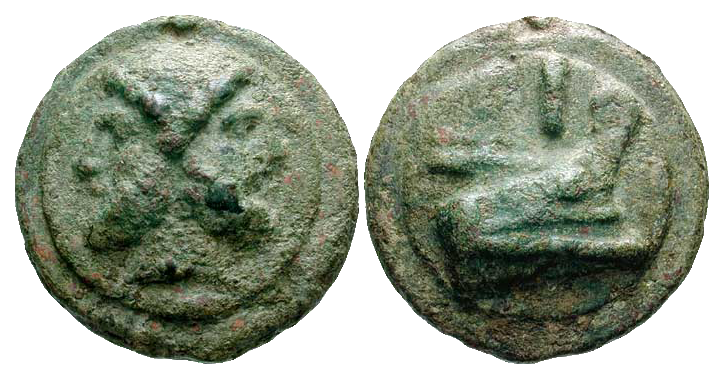
Aes grave (cca. 240 - 225 î.Hr.); avers: Ianus, revers: prora unei galere; bronz, 259,53 g, Roma

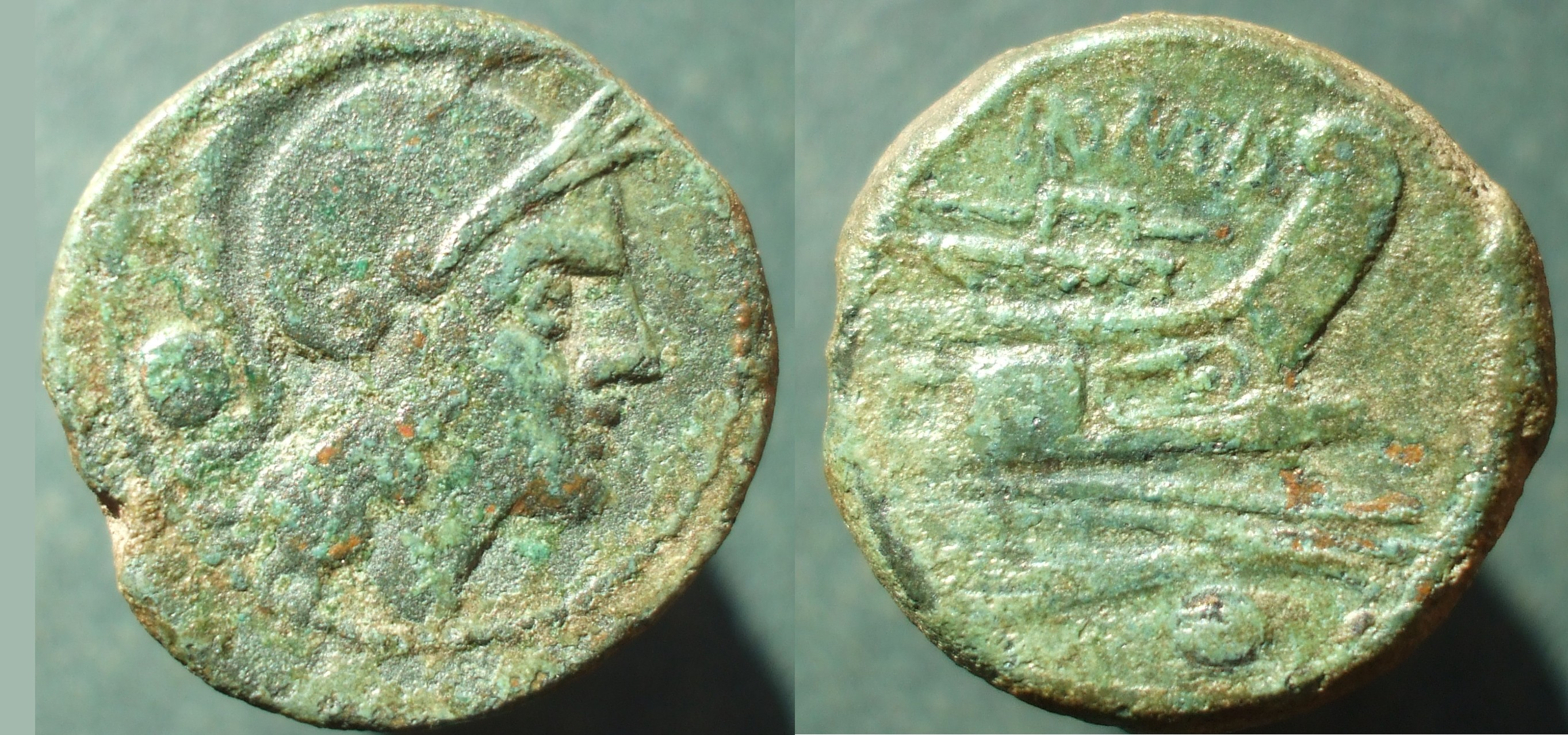
Uncia de bronz bătută între 215 î.Hr. și 212 î.Hr.; avers: Roma și o globulă; revers: proră, ROMA și globulă.

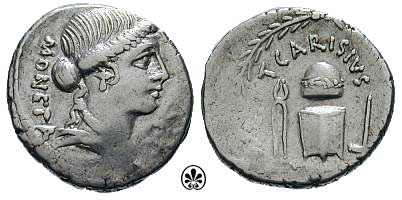
Titus Carisius, 46 î.Hr., Denarius (3,72 g). Avers: MONETA, capul Iunonei Moneta, spre dreapta; revers: T CARISIVS, coiful lui Vulcanus deasupra nicovalei, clește și ciocan, de-o parte și de alta, iar toate, încununate cu lauri.

Spre anul 400 î.Hr., romanii au înlocuit trocul bazat pe capete de vite sau folosirea monedelor grecești printr-un sistem monetar relativ arhaic. Era vorba, la început, de « blocuri » de bronz sau de aramă numite aes rude sau aes infectum, apoi, la sfârșitul secolului al IV-lea î.Hr. de lingouri de bronz care reprezentau, pe una dintre fețe echivalentul lor în capete de vite.
Sub Republica Romană, în anul 290 î.Hr., apare prima oficină de fabricare a monedelor, pe Capitoliul din Roma, în Templul Iunonei Moneta (În latină Iunona Moneta: literal, în română, „Iunona care sfătuiește, care avertizează”), de unde derivă, de altfel, cuvântul monedă. Responsabili pentru confecționarea monedelor erau trei magistrați, numiți Tresviri monetales. De-a lungul timpului, atelierul din Roma își va schimba locația, în numeroase rânduri.
Spre anul 280 î.Hr., erau emise discuri de bronz sau de aramă denumite aes grave (în latină grave: „greu”), care cântăreau o Libra romană (cca 324 g) și valorau 1 as. Dubla față a lui Ianus este reprezentată pe avers (fața monedei). Submultipli normalizați au fost emiși pentru folosirea curentă, semis (1/2), triens (1/3), quadrans (1/4), sextans (1/6), uncia (1/12), jumătate de uncie (1/24). 
Uncia era un submultiplu al asului și valora a douăsprezecea parte din acesta. Era din bronz și avea greutatea teoretică de circa 27 de grame. Valoarea unciei era dată de câte o globulă aflată atât pe aversul cât și pe reversul monedei.
Greutatea unui as fiind fixată în funcție de valoarea sa, aceasta s-a diminuat în timpul Primului Război Punic (264 – 241), când a ajuns la 290 – 280 de grame, scădere datorată marilor cheltuieli ale Romei pentru constituirea flotei sale. Spre anul 225 î.Hr., apare, pe reversul discului aes grave, o proră drept omagiu adus puternicei flote militare romane constituite câteva decenii mai devreme.
Cu trecerea de la turnarea la baterea monedelor cu ciocanul, asul a devenit o monedă fiduciară, a cărei valoare nu mai era legată de conținutul de metal, de valoarea sa intrinsecă.
În timpul celui de-Al Doilea Război Punic (218 – 201), care a impus Romei cheltuieli considerabile, as-ul s-a prăbușit încât a devenit un disc de bronz de vreo 20 de grame. Are multipli, dintre care cei mai utilizați vor fi sesterțiul, care valora 2 as ½, (apoi 4 as), dupondius, care valora 2 as, precum și submultipli, semis (1/2 as) și quadrans (1/4 as). Toate monedele erau din bronz. În acest moment, argintul apare, cu adevărat, în sistemul monetar roman, prin denar.

### Sfârșitul Republicii Romane

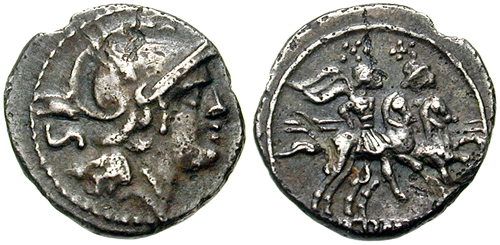
Sesterț din argint, emis după 211 î.Hr., avers: Roma cu cască, cu marca IIS; revers: Dioscurii călare; ROMA, în exergă

Sistemul monetar este reformat și se sprijină de acum înainte pe denar (monedă din argint). În 211 î.Hr., denarul apare și valorează 10 as de 53 de grame de bronz fiecare. (Adjectivul din latină dēnārius: „de zece”). Denarul cântărea 4,5 grame de argint, iar 530 g de bronz sunt echivalente cu 4,5 g de argint, în anul 211 î.Hr. Avem deci un raport de 1/120.
Spre anul 170 î.Hr., denarul este devalorizat, iar greutatea sa este adusă la 3,96 g de argint (raportul dintre argint și bronz este atunci de 1/70).
Sesterțul devine, în cursul celui de-al doilea secol înainte de Hristos, unitatea de cont uzuală, înlocuind as-ul libral, cheltuielile, veniturile și averile se evaluează în sesterți. De exemplu, senatorius census, adică averea minimă necesară pentru a fi senator, era de 800.000 de sesterți. Abrevierea denumirii sesterțului, HS, este o amintire a parității sale inițiale față de as (doi as și jumătate, adică IIS, mai precis, IIS, curând transcris prin HS).
| Echivalențe între monede romane |          |           |            |     |        |
|                                 | Denarius | Quinarius | Sestertius | As  | Metal  |
| Denarius (simbol X)             | 1        | 2         | 4          | 10  | Argint |
| Quinarius (simbol V sau Q)      | 1/2      | 1         | 2          | 5   | Argint |
| Sestertius (simbol IIS / HS)    | 1/4      | 1/2       | 1          | 2,5 | Argint |
| As (simbol I)                   | 1/10     | 1/5       | 2/5        | 1   | Bronz  |

În sfârșit, pe la anul 140 î.Hr., valoarea relativă a denarului de argint, în raport cu bronzul este reestimată:
- denarul valorează de acum înainte 16 as de bronz, adică un raport de 1/110.
- sesterțiul trece la 4 as, dar își păstrează marca de HS.

## Moneda în Imperiul Roman antic

### Sistemul monetar în Epoca lui Augustus

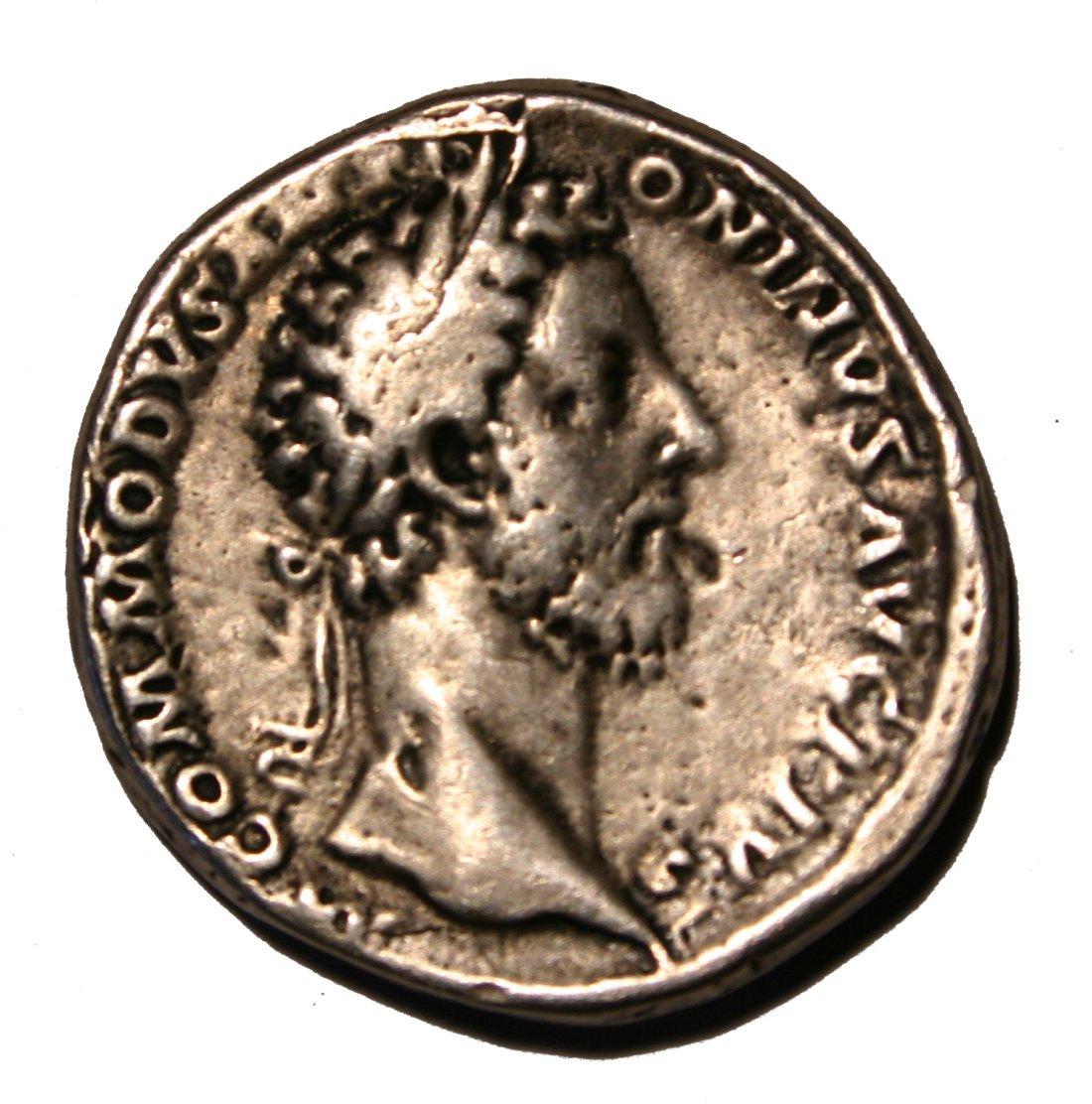
Denar emis sub Commodus, în 180; avers: cap laureat spre dreapta

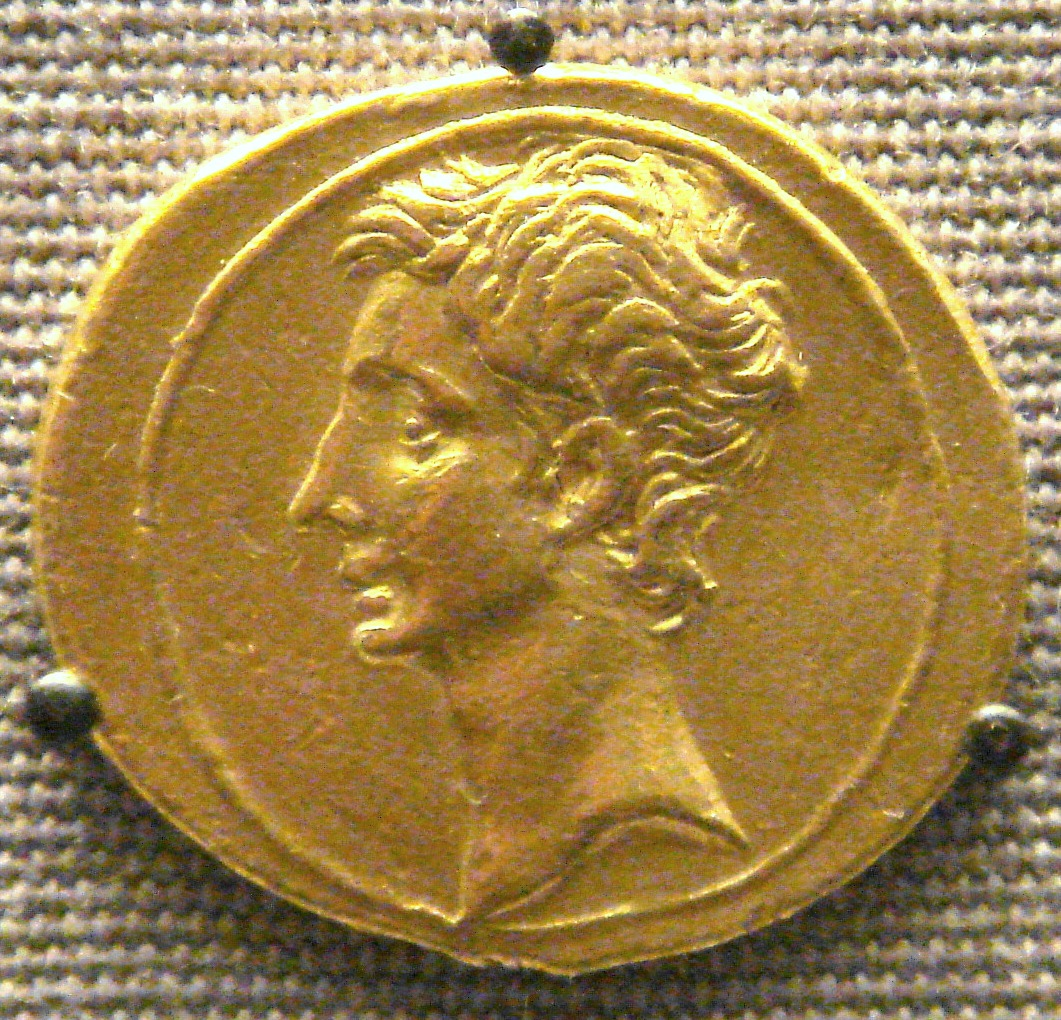
Aureus bătut sub Augustus (circa anul 30 î.Hr.), avers: cap nelaureat, spre stânga

Începând cu Augustus, sistemul intră într-o perioadă de stabilitate care va dura două secole. Aureus-ul, monedă din aur, cu valoarea 25 de denari de argint, este emis în mod regulat, începând cu Iulius Caesar.
Termenul aureus provine din sintagma latină nummus aureus,„monedă de aur”, „ban de aur”, prin schimbarea categoriei morfologice a adjectivului aureus, în substantiv.
Împărații se îngrijesc în mod deosebit de portretele lor gravate pe aversele monedelor și care servesc de propagandă. Sesterțiul din alamă, care valora un sfert de denar, este, cu diametrul său de 33 cm, moneda regină a epocii.
Aversul («fața monedei») reprezintă, de cele mai multe ori, efigia împăratului care domnește în epoca de emisiune a monedei. Reversul («spatele monedei») constituie ocazia de a face propagandă: imaginile și textele celebrează victorii și cuceriri ale împăraților, reprezintă zeități, alegorii simbolizând calități asociate împăratului, monumente, provincii personificate, animale. Pot fi numărate uneori mai multe sute de reversuri diferite pentru un singur împărat, printre care unele sunt de o importanță istorică deosebită. Împărătesele și copiii familiei imperiale sunt reprezentați, uneori.
Sistemul monetar se prezenta astfel:
|  | Aureus |

|  | Quinarius de aur |

|  | Cistofor / Cistiphoră* |

|  | Denar |

|  | Quinarius de argint |

|  | Sesterț |

|  | Dupondius |

|  | As |

|  | Semis |

|  | Quadrans |

 * Cistiphoros / Cistofor de argint era în circulație în Asia Mică. Valora 3 denari romani sau 4 drahme grecești; pe monedă, era gravată caseta cu odoarele lui Bacchus.

#### Prețuri în secolul I
Este cunoscut că în primul secol d.Hr., cu un as se putea cumpăra o jumătate de kilogram de pâine sau un galon de vin ieftin.

### Perioada tulburărilor politice
De-a lungul timpului, devalorizarea este din ce în ce mai rapidă. Sub Septimius Severus, titlul denarului trece de la 70% la 50% argint. Spre anul 250, Caracalla, care are nevoie de bani pentru a-și putea plăti soldații cărora le-a mărit solda, instituie o nouă monedă, un dublu denar, cunoscut, în rândul istoricilor, sub denumirea de antoninianus, dar care nu cântărea decât un denar și jumătate, cu un titlu de 50% argint. Această monedă, al cărei nume folosit în epocă rămâne necunoscut, se recunoaște după coroana împăratului făcută din raze (coroană radială), iar pe monedele care reprezentau împărătese, faptul că bustul este așezat pe o semilună.
Noua monedă este abandonată sau puțin emisă de unii împărați, dar va reveni mereu, cu o valoare intrinsecă din ce în ce mai slăbită, în timp ce denarul dispărea puțin câte puțin, o monedă slabă înlocuia una bună. Cu anarhia militară din secolul al III-lea, multiplicarea atelierelor monetare și instabilitatea politică, sistemul monetar este în suferință. Monedele se depreciază în mod constant, conținutul de metale prețioase fiind din ce în ce mai scăzut.
În 258, sub domnia lui Publius Licinius Valerianus, antoninianul nu mai avea decât un titlu de circa 20% argint, iar guvernarea a început să trateze monedele cu un „procedeu de îmbogățire în argint a suprafeței”, pentru îmbunătățirea aspectului lor și pentru a le face să pară de o calitate mai înaltă decât erau în realitate.
Sub domnia lui Claudius Gothicus, antoninianul nu va mai conține decât 3 sau 4 % argint, iar atunci, aspectul său va fi mai apropiat de cel al unei monede de bronz decât de cel al unei monede de argint sunătoare și grea. Sesterțul, care valora 1/8 dintr-un antoninian, aproape că nu mai este emis.

### Exemple de venituri și de prețuri în secolul al III-lea
În secolul al III-lea, un legionar (soldat încadrat într-o legiune) primea 10 - 15 antoninieni pe zi.
Câteva exemple de prețuri:
- Un sclav sănătos: 800 - 1200 de antoninieni;
- Un cal: 250 de antoninieni;
- Un măgar: 145 de antoninieni;
- O sabie simplă de Roma: 60 de antoninieni;
- O pereche de încălțăminte: 12 antoninieni;
- O franzelă: 1 antoninianus;
- Un inel de aur: 122 de antoninieni;
- O lampă cu ulei de măsline: 1 antoninianus;
- O barcă mică de pescuit: 186 de antoninieni.

## Fabricarea monedelor în Imperiul Târziu

### Reforma sistemului monetar sub Domițian
În timpul domniei lui Domițian, situația politică și militară se stabilizează, în timp ce inflația galopantă persistă. La sfârșitul anului 294, Domițian promovează o nouă reformă monetară, diminuează aureus-ul lui Aurelian, care trece de la 1/50 la 1/60 dintr-o livră de aur, și creează noi monede: argenteus sau denarul de argint cu greutatea de 1/96 dintr-o livră romană, de aceeași calitate cu vechiul denar emis sub Nero, precum și trei monede de bronz, dintre care un bronz mare având un slab procentaj de argint, follis-ul sau nummus-ul. Unitatea de cont rămâne denarul curent, în pofida deprecierii sale.
Tablou al principalelor monede emise sub Dioclețian, în anul 300. Paritățile respective la această dată ne sunt cunoscute de pe un papirus egiptean.
|  | Libra aurea |

|  | Aureus |

|  | Denarius argenteus |

|  | Nummus sau Follis |

|  | neo antoninianus |

|  | Denarius communis |

Aceste parități sunt foarte curând puse în cauză, printr-o inflație galopantă. După vreo zece ani, Constantin I a recreat un nou sistem, în care solidus-ul din aur înlocuiește vechiul aureus care nu va mai fi emis decât pentru ocazii deosebite și în cantități foarte mici.

### Succesul solidus-ului

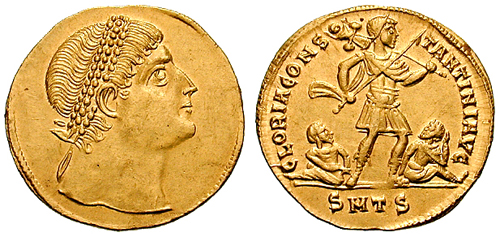
Monedă de 1 1/2 solidi sub Constantin I, 6,83 g de aur; avers: Capul lui Constantin I, spre dreapta, poartă drept diademă trei benzi de perle, ochii ridicați la cer; revers: circular, inscripția GLORIA CONSTANTINI AVG; în centru, spre dreapta, în picioare, Constantin ține transversal o lance, în mâna dreaptă, un trofeu peste umărul stâng, iar doi captivi la picioarele lui; jos, în exergă, inscripția SMTS;327, monetăria de la Thessalonica

Constantin I, pe la anul 311, operează o devalorizare a monedei de aur, aureus-ul, creând o nouă monedă, solidus-ul, bătut cu greutatea de 1/72 din livra romană din aur pur (adică în jur de 4,5 g), față de 1/60 din livra romană, cât cântărea precedenta monedă, aureus-ul. Denumirea monedei, solidus (latină solidus: română „solid, stabil”), provine din schimbarea categoriei morfologice a adjectivului solidus, în substantiv. Această denumire constituia un adevărat program politic față de devalorizările monetare repetate din generațiile precedente. Constantin I a reușit să mențină stabilitatea acestei monede și să o emită în cantități considerabile, mulțumită confiscărilor importantelor stocuri de aur tezaurizate, de secole, în templele păgâne.
Față de scăderea constantă a altor monede din argint și din bronz, cea a follis-ului, de exemplu, care își pierde rapid conținutul de argint, solidus-ul devine moneda refugiu, pentru plățile importante (donații ale împăratului către soldați, plăți de impozite, tributuri vărsate popoarelor barbare, etc.).
Au fost creați submultipli ai solidus-ului: semissis, adică o jumătate de solidus, tremissis sau triens, adică o treime de solidus.
Stabilitatea solidus-ului de 4,5 g de aur s-a păstrat în timpul evoluției Imperiului Roman în Imperiul Bizantin, unde a luat numele de nomisma. Nu a cunoscut o devalorizare până în secolul al XI-lea, sub Comneni, având, prin urmare, o stabilitate de șapte secole.
După căderea Imperiului Roman de Apus, solidus-ul a continuat să circule câtva timp la franci, iar numele său s-a menținut și a devenit, în limba franceză, prin evoluție fonetică, sol, iar apoi sou.
Vizigoții au emis monede vizigote, imitând solidus-ul și tremissis.

## Mărci monetare

### Abrevieri latine

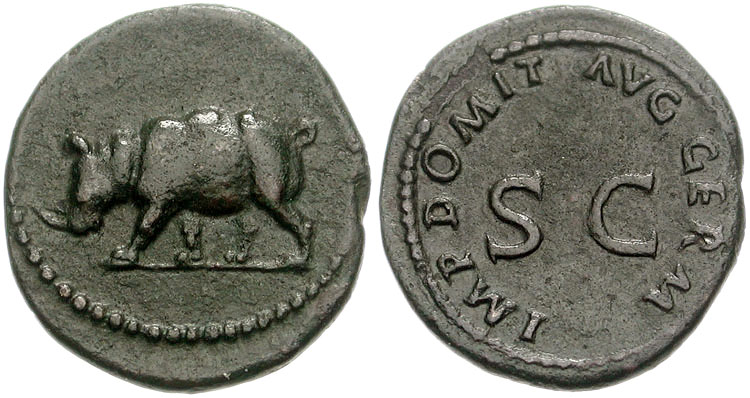
Un quadrans emis sub Domițian; avers: un rinocer spre stânga; revers: IMP[perator] DOMIT[ianus] AVG[ustus] GERM[anicus]; în centru, S[enatus] C[onsultum].

Pe monedele romane apar abrevieri. De notat că "V" latin se transcrie fonetic [u]. Iată câteva abrevieri folosite:
- AVG: AVGVSTVS, AVGVSTA = împărat, împărăteasă, augustus, augustă
- AVGG: AVGVSTORVM = împărați
- C, CAE, CAES: CAESAR = împărat, cezar
- CENS: CENSOR = Cenzor
- COS: CONSVL = consul
- D: DIVVS, DIVA = divinizat(ă)
- DAC: DACICVS = victorios în Dacia
- DN: DOMINVS NOSTER = Domnul Nostru
- F: FILIVS = fiu
- FEL: FELICISSIMVS = cel mai fericit
- FELIX: roditor, fericit, aducător de noroc, de bun augur, încântător
- FIL: FILIA = fiică
- FORTISS(IMVS) = cel mai puternic
- GERM: GERMANICVS = victorios în Germania
- IMP: IMPERATOR = general victorios, imperator
- INVICTVS = de neînvins
- MAXIMVS = cel mai mare
- NEP: NEPOS = nepot (la început, nepot de bunic, de bunică, iar mai târziu, și nepot de unchi, de mătușă)
- OPTIMVS = cel mai bun, foarte bun, excelent
- PM: PONTIFEX MAXIMVS = mare pontif
- PP: PATER PATRIAE = Părintele Patriei[29]
- SC: SENATVS CONSVLTVM = prin decret al Senatului
- TRP: TRIBVNICIA POTESTATE = putere de tribun, reînnoită în fiecare an

Un exemplu îl aflăm pe moneda din dreapta, emisă sub Domițian: IMP DOMIT AVG GERM S C (IMPerator DOMITianus AVGustus GERManicus Senatus Consultum, adică, „General victorios Domitianus împărat, victorios în Germania, [monedă emisă] prin decret al Senatului”)
Alt exemplu: TI CLAVD CAESAR AVG P M TR P VI IMP XI (Tiberius Claudius Caesar Augustus, Mare Pontif, pentru a șasea oară întărit cu puterea de tribun, salutat victorios pentru a unsprezecea oară).

### Cifre

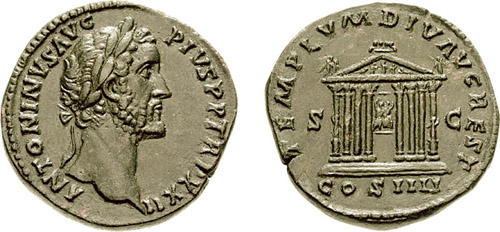
Sesterț emis sub Antoninus Pius, în anul 159; avers: ANTONINVS AVG PIVS P P TR P XXII, cap laureat spre dreapta; revers: TEMPLVM DIV AVG REST S-C, COS IIII, în exergă, statuile Divului Augustus & Divei Julia Augusta (Livia) șezând față în față, în templul octostil; de remarcat indicația COS IIII aflată în exergă.

Cifrele romane apar pe monedele imperiale în indicațiile de titulatură purtată în mai multe rânduri, ca titlul de imperator (exemplu: IMP XII), de putere tribuniciară (exemplu: TR PP II) sau de consul (exemplu: COS II). Printre aceste notații, formele aditive IIII și VIIII sunt cele folosite în mod curent (Vezi, de exemplu, reversul sesterțului de alături, cu indicația COS IIII și nu COS IV, privitor la al patrulea consulat al lui Antoninus Pius). Aceasta este notația originară a cifrelor romane, formele sustractive, de tipul IV, IX, sunt mai recente și nu sunt folosite pe monedele romane.
Cifre apar și în secolul al IV-lea, pe reversurile monedelor bătute pentru aniversarea domniei. Și acolo se găsesc notații aditive pentru cifre: o monedă emisă la 30 de ani de domnie a lui Constanțiu al II-lea poartă inscripția VOT XXX MULTIS XXXX.
| I | II | III | IIII | V | VI | VII | VIII | VIIII | X  | XI | XII | XIII | XIIII | XV | XVI | XVII | XVIII | XVIIII | XX |
| - | -- | --- | ---- | - | -- | --- | ---- | ----- | -- | -- | --- | ---- | ----- | -- | --- | ---- | ----- | ------ | -- |
| 1 | 2  | 3   | 4    | 5 | 6  | 7   | 8    | 9     | 10 | 11 | 12  | 13   | 14    | 15 | 16  | 17   | 18    | 19     | 20 |

### Mărci de atelier
Începând cu secolul al III-lea, atelierele monetare romane se multiplică, iar monedele poartă marca de origine a atelierului de emisiune.
În general, fiecare atelier marca reversul pieselor din producția sa cu abrevierea denumirii sale. Dacă erau mai multe oficine în atelier, acestea erau precizate printr-o literă de clasament, latină sau grecească, precedând sau urmând marca atelierului, de exemplu A.L., B.L., C.L., D.L. pentru patru oficine din Lugdunum / Lyon, sau seria P, S, T, Q (abrevierile cuvintelor Prima, Secunda, Tertia, Quarta) pentru alte ateliere. Litera clasamentului putea să se găsească și în câmpul reversului, în dreapta sau în stânga, însoțită uneori de un simbol oarecare, cum ar fi o coroană de lauri, o ramură, o stea.
În articolul Atelier monetar roman, există un tabel care cuprinde o listă a atelierelor monetare romane, perioada lor de funcționare, precum și mărcile de atelier.
- CONOB provine din abrevierea și din sudarea a două cuvinte: CON[stantinopolis], marcă a atelierului monetar din Constantinopole și OB[ryzvm][34], care certifică faptul că aurul din care a fost bătută moneda era rafinat, pur. Această inscripție apare în exergă și doar pe monedele solidus.

## Etimologie monetară
- De la cuvintele din latină pecus, pecoris: în română „cireadă, turmă de animale” și pecus, pecudis: în română „animal, vită”, avem, în română, cuvântul pecuniar: Am văzut că spre anul 400 î.Hr., romanii au înlocuit trocul bazat pe capete de vite printr-un sistem monetar relativ arhaic, « blocuri » de bronz denumite aes rude, apoi, la sfârșitul secolului al IV-lea î.Hr., prin lingouri de bronz care reprezentau, pe una dintre fețe, echivalentul lor în capete de vite. De aici, în limba latină avem cuvintele pecuniaris: „pecuniar”, „în bani”, și pecuniarius: „de bani”.[20] Iar de aici, avem împrumutat în română, prin intermediar francez, pécuniaire, ori direct din latina cultă, cuvântul pecuniar.[35]
- La începutul emiterii lor, monedele romane erau bătute în Templul Iunonei Moneta, aflat pe Capitoliu. De aici a ajuns, până la noi, prin intermediul limbilor franceză și italiană, cuvântul monedă, cu varianta, mai puțin folosită și considerată incorectă, monetă[36]. Însă termeni derivați ai acestei forme, monetă, precum sunt substantivul monetar, cu cele două senuri, „persoană” și „inventar al banilor”, adjectivul monetar / monetară, din sintagmele sistem monetar / emisiune monetară, substantivul monetărie, verbele a monetiza / a demonetiza sunt considerate corecte.[36]
- Unitățile monetare din Azerbaidjan și din Turkmenistan se numesc manat azer, respectiv manat turkmen. Acest cuvânt, „manat”, comun limbilor azeră și turkmenă era denumirea rublei sovietice în cele două limbi. Cuvântul azer și turkmen manat este împrumutat din rusă монета, pronunțat: [man’eta], cu semnificația: „monedă măruntă, mărunțiș”[37]. Acest cuvânt rusesc, монета, este, la rândul său, împrumutat din latină moneta, eventual, prin intermediarul din italiană moneta.
- Potrivit etimologiei alese de Aristotel (în Politica), termenul grecesc o nomos, „lege”, ar fi dat, „nomisma”, ceea ce presupune pentru el că moneda are mai întâi o valoare legală, definită de autoritatea civică, și o incidență politică; termenul nomisma (pe care îl putem traduce aproximativ prin „legalizat”) a devenit în forma latinizată numisma (și chiar numus / nummus), care a dat cuvântul numismatică.
- Denarul este la originea denumirii dinarului arab, care, inițial, era o monedă de aur având greutatea unui denar. Dinarul a devenit monedă oficială în mai multe state arabe din Maghreb[38], din Orientul Mijlociu[39], precum și din spațiul ex-iugoslav. Astfel, dinarul iugoslav a fost moneda oficială a Iugoslaviei, din 1920 până în 1992, dinarul sârb este moneda oficială a Republicii Serbia, iar dinarul croat a fost moneda oficială a Croației, între 1991 și 1994). Macedonia de Nord are monedă oficială denarul macedonean.
- Moneda grecească δραχμή / drahmè: „drahmă”, al cărui sens era „conținutul unui pumn”, avea greutatea de 4,2 grame. Această denumire s-a transmis în cuvântul arab dirham, care este denumirea unei monede de argint.
- Solidus-ul a continuat să circule câtva timp, după căderea Imperiului Roman de Apus, la franci, iar numele său s-a menținut și a devenit, în limba franceză, prin evoluție fonetică, solt, sol, iar apoi sou[17], termen folosit până în zilele noastre.
- Termenii românești soldă, sold și soldat, sunt împrumuturi din franceză: solde, soldat (iar acestea prin intermediar italian, soldo, „monedă”, soldato, care provine din cuvântul soldare, „a plăti o soldă”), fie direct din italiană: soldo, soldato, ori din germană Soldat. Toate aceste cuvinte au o origine comună: denumirea monedei romane de aur, solidus.[17][35]

- În Italia zilelor noastre, cuvântul din italiană soldi semnifică „bani”, echivalent cu termenul din engleză money, precum și cu termenul francez argent.
- Cuvântul din latină follis s-a transmis, până în zilele noatre, în denumirea unor monede din unele țări arabe: din latinescul follis s-a transmis denumirea monedei de bronz fals, emisă în califatele Omeiazilor și Abbasizilor, începând de la sfârșitul secolului al VII-lea, inițial prin imitarea monedelor bizantine. De aici, s-a ajuns la cuvântul din arabă fils, la plural: fulûs, denumirea unor monede arabe.